# Manipulátoři.cz
Manipulátoři.cz je publicistický web, který vznikl v roce 2015 a od té doby se věnuje politickému marketingu, ověřování faktů, public relations a komunikačním strategiím, s přesahem do dalších společenských věd. Nejvíce se věnuje vyvracení hoaxů a má vlastní databázi hoaxů. Projekt je zapsán jako spolek, financován je z grantů soukromých společností a sbírek. Od srpna 2017 je šéfredaktorem webu Jan Cemper.

## Historie a činnost
Projekt založili v roce 2015 Petr Nutil a Ondřej Fér.
Server se zaměřuje na vyvracení hoaxů, manipulací, fake news a analytickou činnost. Například vyvrátil informaci, kdy veřejné pobouření vyvolala vymyšlená zpráva o tom, že parta uprchlíků vraždí v okolí jihočeských Dačic dobytek. Xenofobní náladu eskalovala fotografie potlučené ženy, jež měla být údajně dozorkyní v uprchlickém táboře v Dolním Dvořišti. Podle textu pod obrázkem ji tam surově znásilnili muslimové. Server Manipulátoři.cz upozornil na to, že ve zmíněné obci žádné zařízení pro uprchlíky není.
Rovněž v rámci své činnosti upozorňuje na nepřesné výroky politiků, na chyby médií a monitoruje weby, které pravidelně publikují klamavý obsah. Na webu dává prostor i dalším iniciativám a projektům, své zprávy na něm publikuje například skupina Čeští elfové, spolek Sisyfos nebo vzdělávací portál Moderní dějiny. Web je často citován různými sdělovacími prostředky, včetně českých veřejnoprávních médií. Například projekt E-Bezpečí Pedagogické fakulty Univerzity Palackého v Olomouci jej označil za zdroj vhodný k ověřování vyvrácených hoaxů. Mezi instituce mediální gramotnosti a odhalování dezinformací jej zařadilo Ministerstvo vnitra České republiky; pro ministerstvo pořádal i školení na téma dezinformací. Dále se projekt podílel na metodickém plánu mediální výchovy pro učitele základních a středních škol. Jeho zástupci přednášeli na školách v rámci projektu Jeden svět na školách.
V roce 2017 byl projekt nominován na cenu Křišťálová Lupa (ceny českého internetu) v kategorii Obsahová inspirace a obsadil 6. místo, v roce 2018 byl v soutěži Křišťálová lupa nominován na cenu České televize v kategorii Veřejně prospěšná služba, v které obsadil 6. místo. V dubnu 2019 poslanec Tomáš Martínek navrhl vyznamenat zakladatele projektu Petra Nutila státním vyznamenáním za zásluhy 3. stupně v oblasti vzdělávání. Podle slov mluvčího prezidenta Jiřího Ovčáčka ho prezident Miloš Zeman odmítl vyznamenat pro jeho ideologickou činnost.
V roce 2020 projekt opustili zakladatelé Petr Nutil a Ondřej Fér. Během druhé vlny pandemie covidu-19 na podzim 2020 například rektor ČVUT Vojtěch Petráček, infektolog a hlavní epidemiolog IKEM Petr Smejkal nebo prorektor Univerzity Karlovy pro vědu a výzkum Jan Konvalinka a další signatáři výzvy Zachraňme Česko varovali před šířením konspiračních teorií a dezinformací a doporučili sledovat web projektu. V souvislosti s pandemií odkazovalo na web i Ministerstvo zdravotnictví ČR, web Hlavního města Prahy či slovenská policie.
V prosinci 2020 web jako první kritizoval článek „Živou vodou proti covidu“, který vyšel v Lidových novinách; deník šířil ezoterické informace o údajných léčivých účincích mobilní aplikace na sklenici s vodou, ze které měla vzniknout „živá voda s léčivými účinky“, přičemž redaktorka zcela překroutila původní hodnocení rektora ČVUT Vojtěcha Petráčka. Lidové noviny se následně za článek omluvily a redaktorka Eva Presová dostala výpověď.
V době pandemie covidu-19 se web zaměřoval na dezinformace šířené o pandemii a očkování proti covidu-19. V době ruské agrese proti Ukrajině v roce 2022 Úřad vlády České republiky přišel s kampaní „Braňme Ukrajinu, braňme Česko“ zaměřenou proti dezinformacím šířených prokremelskými weby. V rámci kampaně odkazoval na projekt. Web byl také opět hojně citován masmédii.

## Kritika
Server se dostal několikrát do sporu s jinými periodiky (Echo24 či týdeník Reflex), jejichž práci kritizoval. Ty serveru vytkly manipulativní zacházení s informacemi, nekompetentnost či obecně nízkou úroveň práce, přestože v textech uznaly dílčí pochybení, na která server upozorňoval. Rovněž kritizovaly šéfredaktora Jana Cempera. V reakci na kritiku svého článku server kritizoval publicista Matyáš Zrno nebo Martin Weiss z internetového deníku Echo24. Web byl kritizován i za článek o kauze Kyle Rittenhouse. Šéfredaktor Jan Cemper se po několika hodinách od osvobozujícího rozsudku za svůj článek omluvil.
V roce 2020, během pandemie covidu-19, se stal web terčem neoprávněné kritiky Jany Kunštekové z Literárních novin za to, že označil tvrzení o zabavení ochranných prostředků pro středočeské nemocnice jako hoax. O případu psala i některá velká média. Později možnost, že zásilka byla zadržena, připustila také hejtmanka Středočeského kraje Jaroslava Pokorná Jermanová. Německá strana toto nařčení od začátku odmítala. Velvyslanec Spolkové republiky Německo v České republice Christoph Israng oficiálně požádal, aby se hejtmanka za svá slova omluvila. V tiskové zprávě Středočeského kraje bylo následně jasně uvedeno, že žádný kamion s ochrannými pomůckami v Německu zadržen nebyl.
V roce 2022 byl nepravomocně odsouzen k omluvě za článek o advokátovi a publicistovi Jakubu Křížovi. Spolek se však proti rozsudku odvolal a Městský soud v Praze rozsudek zrušil. V létě 2023 se portál na základě mimosoudního vyrovnání Křížovi omluvil za neoprávněný zásah do práva na ochranu osobnosti, když jej křivě obvinil ze lží a manipulací a nesprávně zpochybnil fakta, která Kříž uvedl ve svých článcích. Spor se odvinul od debaty o genderu v rámci salonu Týdeníku Echo v roce 2018 a Křížovy zmínky o španělské učebnici Chicas y chicos. Identidad y cuerpo.